# لی لاکوکا
لی آیاکوکا (انگلیسی: Lee Iacocca; ۱۵ اکتبر ۱۹۲۴ – ۲ ژوئیهٔ ۲۰۱۹) کارآفرین اهل ایالات متحده آمریکا بود. وی بین سال‌های ۱۹۴۶ تا ۱۹۹۲ میلادی فعالیت می‌کرد. او برندهٔ جوایزی همچون مدال افتخار جزیره الیس شده‌است.